# 高葶点地梅
高葶点地梅（学名：Androsace elatior）为报春花科点地梅属下的一个种。

## 扩展阅读
- 維基物種上的相關：高葶点地梅